# Giacomo Badoaro
Giacomo Badoaro (né à Venise en 1602 et mort dans la même ville en 1654) est un noble et poète vénitien.

## Biographie
Il est connu pour avoir écrit le livret de l'opéra de Claudio Monteverdi Il ritorno d'Ulisse in patria (1640). Il a également fourni des livrets pour les opéras Ulisse errante de Francesco Sacruz (1644) et Elena rapita da Teseo (1653) de Jacopo Melani. Il a été membre du cercle intellectuel vénitien l'Accademia degli Incogniti.